# Condado de Llano
O Condado de Llano é um dos 254 condados do estado norte-americano do Texas. A sede do condado é Llano, e sua maior cidade é Llano.
O condado possui uma área de 2 502 km² (dos quais 81 km² estão cobertos por água), uma população de 17 044 habitantes, e uma densidade populacional de 7 hab/km² (segundo o censo nacional de 2000).
O condado foi criado em 1856.